# Distrikt Jamalca
Der Distrikt Jamalca liegt in der Provinz Utcubamba in der Region Amazonas in Nord-Peru. Der Distrikt wurde am 5. Februar 1861 gegründet. Er besitzt eine Fläche von 348 km². Beim Zensus 2017 wurden 7319 Einwohner gezählt. Im Jahr 1993 lag die Einwohnerzahl bei 7439, im Jahr 2007 bei 7554. Sitz der Distriktverwaltung ist die 1176 m hoch gelegene Ortschaft Jamalca mit 1033 Einwohnern (Stand 2017). Jamalca befindet sich 27,5 km südöstlich der Provinzhauptstadt Bagua Grande. Die Nationalstraße 5N verläuft entlang der nördlichen Distriktgrenze.

## Geographische Lage
Der Distrikt Jamalca liegt in der peruanischen Zentralkordillere im Nordosten der Provinz Utcubamba. Der Río Utcubamba fließt entlang der nördlichen Distriktgrenze in Richtung Westnordwest.
Der Distrikt Jamalca grenzt im Südwesten an den Distrikt Lonya Grande, im Westen an den Distrikt Bagua Grande, im Norden an den Distrikt Cajaruro, im Osten an die Distrikte Shipasbamba (Provinz Bongará), San Jerónimo und Santa Catalina sowie im Süden an den Distrikt Conila (die drei zuletzt genannten Distrikte gehören zur Provinz Luya).

## Ortschaften
Neben dem Hauptort gibt es folgende größere Ortschaften im Distrikt:
- Duelac (211 Einwohner)
- El Aserradero (290 Einwohner)
- El Laurel
- El Salao (310 Einwohner)
- Las Piñas (272 Einwohner)
- Los Angeles (231 Einwohner)
- Puerto Naranjitos (372 Einwohner)
- Pururco (292 Einwohner)
- Tambolic (402 Einwohner)
- Vista Hermosa